# Motocarro
El motocarro o triciclo motorizado de transporte ligero es un vehículo de tres ruedas, provisto de motor, cuya parte anterior deriva de la parte mecánica de una motocicleta y la parte posterior consiste en un vano de carga para el vehículo de reparto. 

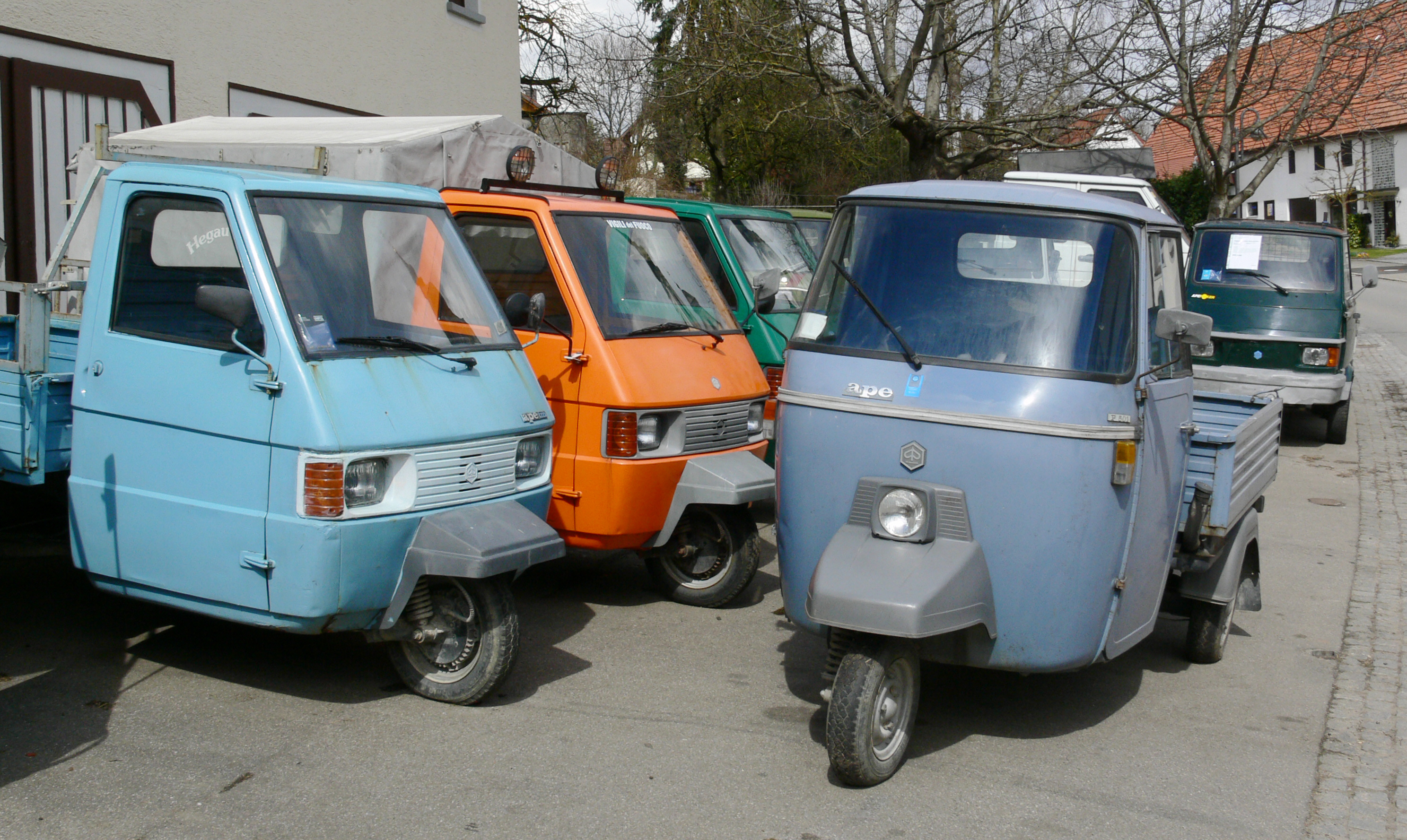
Motocarros Piaggio.

En las primeras versiones la adaptación de la motocicleta se limitaba a la modificación de la parte posterior sustituyendo la rueda trasera por un eje de dos ruedas. Con el paso del tiempo las modificaciones pasaron a centrarse en la parte delantera del vehículo, donde se pasó de la posición de conducción típica de una motocicleta a la protección que presta la adopción de una cabina.
Los primeros modelos iban equipados con motores de alta cilindrada, característico de la producción de la época, pero con el paso del tiempo se fueron haciendo más pequeños, hasta el punto de que hoy en día existen versiones de muy baja cilindrada que pueden ser conducidos sin necesidad de tener el carnet de conducir. Este es el caso del Ape.
El vehículo puede adoptar varias configuraciones, como furgón, caja y transporte de pasajeros (también conocido como autorickshaw). Son vehículos muy aconsejables para el reparto urbano gracias a su bajo coste de mantenimiento y su maniobrabilidad debida a sus pequeñas dimensiones.
Los primeros modelos se guiaban por medio de un manubrio similar al de las motonetas, mas con el tiempo se pudo adaptar un volante similar al de un automóvil convencional.

## Expansión a nivel mundial

### Italia
La idea de un vehículo de esta tipología produjo extrañeza a muchos, que dudaban del éxito que posteriormente conseguiría en la Italia de la posguerra. Casi todos los fabricantes de motocicletas italianos incluían algún motocarro en sus gamas. El primero en hacerlo fue Moto Guzzi en 1928, con su modelo Ercole, y le siguieron MV Agusta, Aermacchi, Lambretta o Piaggio a quien se debe la fabricación de uno de los modelos de mayor difusión, el Ape.

### Colombia
En Colombia con la intención de facilitar el transporte de ciudadanos y la labor de los conductores de motocarros en Colombia, el Ministerio de Transporte anunció que hoy publicará la resolución que legaliza el motocarrismo en el país de acuerdo con el Instituto Nacional de Tránsito, nada más en Soledad/Colombia hay 6.000 motocarros registrados en 12 cooperativas (enlace roto disponible en Internet Archive; véase el historial, la primera versión y la última)..